# Ханссон, Луис
Луи́с Мари́я Ха́нссон (швед. Louise Maria Hansson; род. 24 ноября 1996, Рённинге, Стокгольм) — шведская пловчиха, серебряный призёр чемпионата мира. Трехкратная чемпионка мира на короткой воде.

## Карьера
На чемпионате Европы 2014 года завоевала 3 награды — одну золотую и две серебряных. На чемпионате мира 2015 года вместе с Мишель Колеман, Енни Юханссон и Сарой Шёстрём выиграла серебряную медаль в комбинированной эстафете 4×100 метров.
Участница Олимпийских игр 2016 года и чемпионата мира 2017 года.
В мае 2021 года на чемпионате Европы на дистанции 100 метров баттерфляем стала бронзовым призёром, показав время 57,56.
В декабре 2021 года на чемпионате мира на короткой воде завоевала наибольшее количество наград среди женщин — 7, в том числе три золотые.
На чемпионате мира 2024 года в Дохе завоевала свою вторую в карьере медаль чемпионатов мира спустя 8 с лишним лет после первой. Ханссон стала третьей на дистанции 100 метров баттерфляем.

## Личная жизнь
Младшая сестра Луис Софи Ханссон также пловчиха.